# Ферганска долина
Ферганска долина, такође Фергана, међупланинска пространа котлина дуж горњег тока ријеке Сир-Дарје (у Узбекистану, Киргистану, Таџикистану). Окружена је планинским ланцима Тјен Шана.
Обухвата око 22000 кm². Долинска равница лежи на висини од 320 до око 1000 метара.
Изузевши централни дио, који је пустињска степа, долинска равница је велика оаза.

## Клима
Клима је суха континентска. Просјечна годишња количина падавина не прелази 300 мм.

## Пољопривреда
Узгајају се житарице, рижа, воће, винова лоза, памук. Ферганска долина је најважније вештачко натапано подручје под културом памука.

## Природна богатства
Лежишта угљена, нафте, сумпора, живе и руда обојених метала.

## Становништво
Рубна су подручја су густо насељена. Ферганска долина се убраја међу најгушће насељену регију у средњој Азији.

## Градови
Главна градска средишта су Кучанд (бивши Лењинабад), Фергана, Коканд, Андижан, Наманган, Ош.

## Историја
У аничко доба Ферганска долина је била дио Согдијане, у 8. вјеку у њу су продрли Арапи, у 9. вјеку Персијанци, а послије Џингис Кан и Тамерлсан. Руси су је освојили 1876 године.